# Cupa Mondială de Baschet Masculin din 2019 - Grupa D
Grupa D de la Cupa Mondială de Baschet Masculin din 2019 a fost o grupă preliminară din cadrul Cupei Mondiale de Baschet Masculin din 2019 care și-a desfășurat meciurile la Foshan International Sports and Cultural Center, Foshan. Echipele care au făcut parte din această grupă au fost: Angola, Filipine, Italia și Serbia. Fiecare echipă a jucat cu fiecare echipă, primele două s-au calificat pentru a doua rundă, iar ultimele două pentru grupele pentru stabilirea părții inferioare a clasamentului final.

## Clasament
| Loc | Echipa   | MJ | V | Î | PM  | PP  | PD   | Pct | Calificare                               |
| --- | -------- | -- | - | - | --- | --- | ---- | --- | ---------------------------------------- |
| 1   | Serbia   | 3  | 3 | 0 | 323 | 203 | +120 | 6   | Avansează în Etapa a doua                |
| 2   | Italia   | 3  | 2 | 1 | 277 | 215 | +62  | 5   | Avansează în Etapa a doua                |
| 3   | Angola   | 3  | 1 | 2 | 204 | 278 | −74  | 4   | Calificare pentru meciurile de clasament |
| 4   | Filipine | 3  | 0 | 3 | 210 | 318 | −108 | 3   | Calificare pentru meciurile de clasament |

## Meciuri

### Angola vs. Serbia
| 31 august 2019 15:30 |

| Raport |

| Angola                                              | 59–105 | Serbia                                             |
| Scorul pe sferturi: 20–29, 12–21, 15–28, 12–27      |        |                                                    |
| Pt: Morais 15 Rec: Joaquim 5 Pase: șapte jucători 1 |        | Pt: Bogdanović 24 Rec: Marjanović 10 Pase: Jović 9 |

### Filipine vs. Italia
| 31 august 2019 19:30 |

| Raport |

| Filipine                                            | 62–108 | Italia                                                     |
| Scorul pe sferturi: 8–37, 16–25, 15–23, 23–23       |        |                                                            |
| Pt: Blatche, Perez 15 Rec: Blatche 10 Pase: Perez 3 |        | Pt: Datome, Della Valle 17 Rec: Tessitori 8 Pase: Vitali 5 |

### Italia vs. Angola
| 2 septembrie 2019 15:30 |

| Raport |

| Italia                                          | 92–61 | Angola                                       |
| Scorul pe sferturi: 25–11, 19–10, 26–21, 22–19  |       |                                              |
| Pt: Belinelli 17 Rec: Brooks 11 Pase: Hackett 3 |       | Pt: Moreira 15 Rec: Moreira 8 Pase: Morais 2 |

### Serbia vs. Filipine
| 2 septembrie 2019 19:30 |

| Raport |

| Serbia                                           | 126–67 | Filipine                                    |
| Scorul pe sferturi: 28–13, 34–22, 37–13, 27–19   |        |                                             |
| Pt: Bjelica 20 Rec: Jokić 7 Pase: Jokić, Micić 7 |        | Pt: Perez 16 Rec: Fajardo 6 Pase: Blatche 6 |

### Angola vs. Filipine
| 4 septembrie 2019 15:30 |

| Raport |

| Angola                                                         | 84–81 (OT) | Filipine                                      |
| Scorul pe sferturi: 21–20, 17–14, 18–12, 17–27, Overtime: 11–8 |            |                                               |
| Pt: Joaquim 20 Rec: Moreira 15 Pase: Paulo 6                   |            | Pt: Blatche 23 Rec: Blatche 12 Pase: Ravena 4 |

### Italia vs. Serbia
| 4 septembrie 2019 19:30 |

| Boxscore |

| Italia                                              | 77–92 | Serbia                                           |
| Scorul pe sferturi: 23–28, 19–22, 15–20, 20–22      |       |                                                  |
| Pt: Gallinari 26 Rec: Gallinari 8 Pase: Belinelli 4 |       | Pt: Bogdanović 31 Rec: Bjelica 7 Pase: Bjelica 9 |